# Isange
Isange ist ein Verwaltungsbezirk (Ward) des Distrikts Busokelo in der tansanischen Region Mbeya.

## Geografie
Isange liegt im Südwesten von Tansania. Der Westen des Bezirks liegt in rund 1600 Meter Seehöhe, nach Osten steigt das Land auf über 2000 Meter an. Das wichtigste Gewässer ist der Lufilyo, der im Bezirk entspringt und weiter im Süden in den Malawisee mündet. Bei der Volkszählung 2022 lebten hier 5587 Menschen in 1646 Haushalten.

## Gliederung
Der Bezirk besteht aus vier Gemeinden (Mtaa) mit 22 Orten (Kitongoji):
| Isange - Sota - Iponjola - Isanu - Ndamba - Isabula - Mpunga - Ipyela - Lugombo | Nkalisi - Kikuba - Ipyana - Nkalisi | Matamba - Ilondo - Matamba Chini - Matamba Juu - Ibungu - Lumbila | Bumbigi - Nguka - Iloba - Nsanga - Lwangilo A - Lwangilo B - Kititu |

## Wirtschaft und Infrastruktur
- Landwirtschaft: Der wichtigste Wirtschaftszweig ist die Landwirtschaft. Es werden hauptsächlich Mais, Bohnen, Kartoffeln, Tee, Süßkartoffeln und Avocados angebaut sowie Rinder, Schweine, Ziegen, Hühner und Enten gehalten.[6]
- Bildung: Im Bezirk liegen vier Grundschulen und eine weiterführende Schule.[6]
- Gesundheit: Zur medizinischen Versorgung der Bevölkerung gibt es im Bezirk ein Gesundheitszentrum[7] und eine Apotheke.[8]